# Campionati del mondo di winter triathlon del 1998
I Campionati del mondo di winter triathlon del 1998 (II edizione) si sono tenuti a Les Menuires in Francia, in data 29 marzo 1998.
Tra gli uomini ha vinto per la seconda volta consecutiva l'italiano Paolo Riva. Tra le donne ha trionfato la svizzera Karin Moebes.

## Risultati

### Élite uomini
| Pos. | Atleta          | Paese    | Corsa    | Bici     | Sci      | Totale   |
| ---- | --------------- | -------- | -------- | -------- | -------- | -------- |
|      | Paolo Riva      | Italia   | 00:29:54 | 00:51:31 | 00:27:00 | 01:48:25 |
|      | Philippe Lie    | Francia  | 00:28:36 | 00:50:56 | 00:31:12 | 01:50:44 |
|      | Othmar Bruegger | Svizzera | 00:30:01 | 00:50:38 | 00:30:38 | 01:51:17 |
| 4    | Martin Lang     | Germania | nd       | nd       | nd       | 01:51:40 |
| 5    | Ivan Schuney    | Svizzera | nd       | nd       | nd       | 01:52:12 |

### Élite donne
| Pos. | Atleta            | Paese       | Corsa    | Bici     | Sci      | Totale   |
| ---- | ----------------- | ----------- | -------- | -------- | -------- | -------- |
|      | Karin Moebes      | Svizzera    | 00:34:21 | 01:00:08 | 00:33:40 | 02:08:09 |
|      | Sigrid Lang       | Germania    | 00:36:01 | 01:04:42 | 00:33:16 | 02:13:59 |
|      | Lucia Bianchetti  | Italia      | 00:36:02 | 01:06:46 | 00:34:41 | 02:17:29 |
| 4    | Marianne Vlasfeld | Paesi Bassi | nd       | nd       | nd       | 02:21:24 |
| 5    | Maud Martin       | Francia     | nd       | nd       | nd       | 02:22:48 |

## Medagliere
| Pos. | Paese    | Oro | Argento | Bronzo |   |
| ---- | -------- | --- | ------- | ------ | - |
| 1    | Italia   | 1   | 0       | 1      | 2 |
| 1    | Svizzera | 1   | 0       | 1      | 2 |
| 3    | Germania | 0   | 1       | 0      | 1 |
| 3    | Francia  | 0   | 1       | 0      | 1 |